# بنیپاری
بنیپاری (به اسپانیایی: Beniparrell) یک شهرستان در اسپانیا است که در Horta Sud واقع شده‌است.

## خصوصیات
بنیپاری ۳٫۷ کیلومترمربع مساحت و ۱٬۹۵۵ نفر جمعیت دارد و ۲۰ متر بالاتر از سطح دریا واقع شده‌است.